# Rovio Entertainment
Rovio Entertainment és una companyia que crea jocs d'entreteniment per a plataformes mòbils. Es va fundar el 2003, per Niklas Hed, Jarno Väkeväinen i Dikert Kim, tres membres de la universitat tecnològica de Hèlsinki, el seu principal objectiu era la investigació i el desenvolupament de jocs. El 2009 van llençar un del jocs més populars per a telèfons mòbils intel·ligents amb pantalles tàctils, Angry Birds, un dels jocs de categoria "casual" que està gaudint d'un èxit total.
El 2023 va anunciar que obriria la primera delegació al sud d'Europa a la ciutat de Barcelona.

## Història
El 2003, tres estudiants de la Universitat Tecnològica de Hèlsinki, Niklas Hed, Jarno Väkeväinen i Kim Dikert, van participar en un concurs de desenvolupament de jocs per a mòbils a la festa de demostració de l'Assemblea patrocinada per Nokia i Hewlett-Packard. Una victòria amb un joc mòbil anomenat King of the Cabbage World va portar el trio a crear la seva pròpia empresa, Relude. King of the Cabbage World es va vendre a Sumea i es va canviar el nom a Mole War, que es va convertir en un dels primers jocs comercials per a mòbils multijugador en temps real. El gener de 2005, Relude va rebre la seva primera ronda d'inversió d'un business angel, i l'empresa va canviar el seu nom a Rovio Mobile, on "rovio" es tradueix del finès com " pira funerària ".
El 2009, Mikael Hed es va convertir en el president. El desembre de 2009, Rovio va llançar Angry Birds, el seu joc número 52, un joc de trencaclosques on un ocell és llançat als porcs amb una tira-xines per a l'iPhone ; va arribar al primer lloc a la llista d'aplicacions de pagament de l'App Store d'Apple després de sis mesos, i es va mantenir a la llista durant mesos després.
El març de 2011, Rovio va recaptar 42 milions de dòlars en finançament de capital risc d'Accel Partners, Atomico i Felicis Ventures. El juliol de 2011, la companyia va canviar el seu nom a Rovio Entertainment. Al juny de 2011, la companyia va contractar David Maisel per dirigir la seva producció pel·lícula Angry Birds. A l'octubre de 2011, Rovio va comprar Kombo, una empresa d'animació amb seu a Hèlsinki. L'estudi d'animació va ser adquirit per produir una sèrie de vídeos curts publicats el 2012. El març de 2012, Rovio va adquirir Futuremark Game Studios, la divisió de desenvolupament de jocs de l'empresa de benchmarking Futuremark, per una quantitat no revelada.
El maig de 2012, Rovio va anunciar que la seva sèrie de jocs Angry Birds havia arribat a la seva descàrrega mil milions. El juliol de 2012, Rovio va anunciar una associació de distribució amb Activision per portar els tres primers títols d'Angry Birds a consoles de videojocs i portàtils, en una col·lecció anomenada Angry Birds Trilogy. Va ser llançat el setembre de 2012. El novembre de 2012, Rovio va llançar Angry Birds Star Wars, una iteració del seu popular joc amb llicència de la trilogia original de Star Wars, per a dispositius mòbils i PC. Rovio es va associar de nou amb Activision per portar el títol a consoles de videojocs i portàtils, i es va llançar a aquestes plataformes l'octubre de 2013. Una seqüela,Angry Birds Star Wars II, basat en la trilogia de la precuela de Star Wars, es va estrenar el setembre de 2013.
El març de 2013, Rovio va llançar el seu canal multiplataforma Toons.TV començant per Angry Birds Toons. A partir de 2013, Rovio es va convertir en un editor de videojocs i està publicant jocs de tercers a través del seu programa Rovio Stars. El canal es va suspendre el 2017.
El gener de 2014, Rovio va anunciar que la seva sèrie de jocs Angry Birds havia arribat a la seva descàrrega dos mil milions. A més, es va revelar que la seva sèrie insígnia, Angry Birds, "va filtrar dades" a companyies de tercers, possiblement a agències de vigilància com la NSA. Com a represàlia, els pirates informàtics anti-NSA van desfigurar el lloc web de Rovio.
El maig de 2014, Rovio va llançar un nou grup editorial, Rovio LVL11, per llançar jocs experimentals. El primer joc publicat sota Rovio LVL11 és Retry i el segon és Selfie Slam. Des de juny de 2014, Rovio es considera una empresa d'entreteniment, no només una empresa de jocs. Això es veu reforçat pel negoci de mercaderies i llicències de Rovio que representa aproximadament la meitat dels seus ingressos anuals de 216 milions de dòlars el 2013.
L'agost de 2014, Rovio va anunciar que Mikael Hed renunciaria com a conseller delegat el gener de 2015 a favor de Pekka Rantala. Hed va romandre al consell de Rovio i es va convertir en el president de Rovio Animation. El desembre de 2014, Rovio va acomiadar 110 empleats després que els beneficis nets es reduïssin a la meitat el 2013 a causa dels seus jocs recents, Angry Birds Epic i Go!, que no han tingut tant èxit com els partits anteriors. Després d'aquest moviment, Rovio va tancar el seu estudi de Tampere, traslladant les seves operacions al seu Espoo.ubicació. A finals del 2014, Rovio va patir una disminució del 73% dels beneficis, guanyant només 10 milions d'euros. Pekka Rantala va afirmar que la disminució es deu a les baixes vendes de la mercaderia amb llicència i dels subproductes d' Angry Birds. També va assenyalar que "l'empresa no està satisfeta amb el resultat del nostre negoci de llicències". L'agost de 2015, Rovio va acomiadar 260 empleats a tot el món després que els ingressos de joguines i mercaderies d'Angry Birds caiguessin un 43% durant el 2014. Al desembre de 2015, Rantala va anunciar que renunciaria com a conseller delegat i que el succeiria Kati. Levoranta, antic director legal de Rovio, el gener de 2016.
El 16 de gener de 2017, Rovio va obrir el seu nou estudi de jocs a Londres per centrar-se en jocs en línia multijugador massiu. El 15 de febrer de 2017, Rovio va anunciar que reduirà almenys 35 llocs de treball a mesura que reestructura la divisió d'animació. El març de 2017, Kaiken Entertainment, fundada per l'antic CEO de Rovio, Mikael Hed, va adquirir la divisió d'animació de Rovio. El març de 2017, Rovio va informar que ha tornat a la rendibilitat amb uns ingressos bruts de 201 milions de dòlars EUA amb l'èxit de la pel·lícula Angry Birds i els seus recents videojocs.
El juny de 2017, Kaj Hed va dimitir com a president de Rovio i Mika Ihamuotila el va succeir com a nou president.
El 5 de setembre de 2017, Rovio va anunciar la seva intenció de convertir-se en una empresa que cotitza en borsa. L'octubre de 2017, les accions de Rovio es van vendre al NASDAQ Hèlsinki i la companyia estava valorada en 1.000 milions de dòlars.
El 2 de març de 2018, Rovio va anunciar el tancament del seu estudi de Londres després de resultats decebedors.
El 14 de novembre de 2018, Rovio va anunciar que va nomenar l'antic executiu de Gameloft Alexandre Pelletier-Normand com a vicepresident executiu de la seva unitat de negoci de jocs. Va començar el seu paper el 2 de gener de 2019. El 30 de novembre de 2018, Rovio va anunciar que havien adquirit totalment PlayRaven, el desenvolupador conegut per fer jocs d'estratègia com Eve: War of Ascension.
El 3 de juny de 2020, Rovio va adquirir Darkfire Games per una suma no revelada. La filial es convertirà en Rovio Copenhaguen.
El 21 de desembre de 2020, Rovio va anunciar que el vicepresident executiu de jocs, Alexandre Pelletier-Normand, assumiria el càrrec de conseller delegat. El canvi va entrar en vigor l'1 de gener de 2021. L'any 2021, el fiscal general de Nou Mèxic va presentar una demanda federal contra Rovio, al·legant que l'empresa recopilava i venia il·legalment dades personals privades d'usuaris menors de tretze anys a tercers anunciants.

## Jocs desenvolupats

### 2003–2009
Abans de crear Angry Birds, Rovio va desenvolupar 51 jocs, una combinació de projectes de treball per lloguer, contractes de publicació i títols publicats de manera independent.
- Bounce Boing Voyage - N-Gage (2008)
- Bounce Evolution - Nokia N900 (2009)
- Bounce Tales - Java ME (2008)
- Bounce Touch - Symbian^1 (2008)
- Burger Rush - Java ME (2008)
- Burnout - Java ME (2007)
- Collapse Chaos - Java ME (2008)
- Cyber Blood - Java ME (2006)
- Darkest Fear - Java ME (2005), iOS (2009)
- Darkest Fear 2: Grim Oak - Java ME (2006)
- Darkest Fear 3: Nightmare - Java ME (2006)
- Desert Sniper - Java ME (2006)
- Dragon & Jade - Java ME (2007)
- Formula GP Racing - Java ME (2005)
- Gem Drop Deluxe - Java ME (2008)
- Marine Sniper - Java ME (2007)
- Mole War - Java ME (2004)
- Need for Speed: Carbon - Java ME (2006)
- Paid to Kill - Java ME (2004)
- Paper Planes - Java ME (2008)
- Patron Angel - Java ME (2007)
- Playman Winter Games - Java ME (2005)
- Shopping Madness - Java ME (2007)
- Impacte espacial: Meteor Shield - Nokia N97 (2010)
- Star Marine - Java ME (2007)
- Sumea Ski Jump - Java ME (2007)
- Tropes d'elit SWAT - Java ME (2008)
- Totomi - iOS, Flash, Java ME (2008)
- Scout Sniper del Cos de Marines dels EUA - Java ME (2006)
- War Diary: Birmània - Java ME (2005)
- War Diary: Crusader - Java ME (2005)
- War Diary: Torpedo - Java ME (2005)
- Wolf Moon - Java ME (2006)
- X Factor 2008 - Java ME (2008)

### 2009-actualitat
| Any  | Títol                           | Plataforma | Plataforma | Plataforma | Plataforma |
| Any  | Títol                           | Android    | iOS        | PC         | WinPhone   |
| ---- | ------------------------------- | ---------- | ---------- | ---------- | ---------- |
| 2009 | Angry Birds                     | Sí         | Sí         | Sí         | Sí         |
| 2010 | Angry Birds Seasons             | Sí         | Sí         | Sí         | Sí         |
| 2011 | Angry Birds Rio                 | Sí         | Sí         | Sí         | Sí         |
| 2012 | Angry Birds Space               | Sí         | Sí         | Sí         | Sí         |
| 2012 | Amazing Alex                    | Sí         | Sí         | Sí         | Sí         |
| 2012 | Bad Piggies                     | Sí         | Sí         | Sí         | Sí         |
| 2012 | Angry Birds Star Wars           | Sí         | Sí         | Sí         | Sí         |
| 2013 | The Croods                      | Sí         | Sí         | Sí         | No         |
| 2013 | Angry Birds Friends             | Sí         | Sí         | Sí         | No         |
| 2013 | Angry Birds Star Wars II        | Sí         | Sí         | Sí         | Sí         |
| 2013 | Angry Birds Go!                 | Sí         | Sí         | No         | Sí         |
| 2014 | Angry Birds Epic                | Sí         | Sí         | No         | Sí         |
| 2014 | Angry Birds Stella              | Sí         | Sí         | No         | Sí         |
| 2014 | Angry Birds Transformers        | Sí         | Sí         | No         | No         |
| 2014 | Selfie Slam                     | Sí         | Sí         | No         | Sí         |
| 2014 | Retry                           | Sí         | Sí         | No         | No         |
| 2015 | Angry Birds POP!                | Sí         | Sí         | No         | No         |
| 2015 | Angry Birds 2                   | Sí         | Sí         | Sí         | No         |
| 2015 | Nibblers                        | Sí         | Sí         | No         | No         |
| 2015 | Love Rocks Starring Shakira     | Sí         | Sí         | No         | No         |
| 2015 | Angry Birds Fight!              | Sí         | Sí         | No         | No         |
| 2016 | Angry Birds Action!             | Sí         | Sí         | No         | No         |
| 2016 | Angry Birds Blast!              | Sí         | Sí         | No         | No         |
| 2017 | Battle Bay                      | Sí         | Sí         | No         | No         |
| 2017 | Angry Birds Evolution           | Sí         | Sí         | No         | No         |
| 2017 | Angry Birds Match               | Sí         | Sí         | No         | No         |
| 2019 | Angry Birds Dream Blast         | Sí         | Sí         | No         | No         |
| 2019 | Angry Birds VR/AR: Isle of Pigs | Sí         | Sí         | Sí         | No         |
| 2019 | Sugar Blast                     | Sí         | Sí         | No         | No         |
| 2020 | Small Town Murders              | Sí         | Sí         | No         | No         |
| 2021 | Angry Birds Reloaded            | No         | Sí         | No         | No         |
| 2022 | Angry Birds Journey             | Sí         | Sí         | No         | No         |
| 2022 | Rovio Classics: Angry Birds     | Sí         | Sí         | No         | No         |

## Sèrie de televisió
- Angry Birds Toons (2013-2016)
- Piggy Tales (2014-2019)
- Angry Birds Stella (2014–2016)
- Angry Birds Blues (2017)
- Angry Birds Bird Cup (2018)
- Angry Birds Zero Gravity (2018)
- Angry Birds on the Run (2018-2020)
- Angry Birds MakerSpace (2019-present)
- Angry Birds Slingshot Stories (2020-2022)
- Angry Birds Bubble Trouble (2020-present)
- Angry Birds: Summer Madness (2022-present)

## Pel·lícules
- Angry Birds - La pel·lícula (2016)
- Angry Birds 2 - La pel·lícula (2019)